# Madison Sieg
Madison Sieg (* 17. Juni 2003 in Greenwich, Connecticut) ist eine US-amerikanische Tennisspielerin.

## Karriere
Sieg begann mit fünf Jahren mit dem Tennissport und bevorzugt Sandplätze. Sie spielt bisher vor allem Turniere auf der ITF Women’s World Tennis Tour, wo sie bislang zwei Einzel- und einen Doppeltitel gewinnen konnte.
2018 gewann Madison Sieg die Orange Bowl.
Bei den French Open 2020 erreichte sie im an der Seite von Elizabeth Coleman im Juniorinnendoppel das Viertelfinale.
Im Juniorinnendoppel in Wimbledon 2021 erreichte sie mit Elizabeth Coleman das Viertelfinale.

## Turniersiege

### Einzel
| Nr. | Datum         | Turnier       | Kategorie | Belag | Finalgegnerin     | Ergebnis         |
| --- | ------------- | ------------- | --------- | ----- | ----------------- | ---------------- |
| 1.  | 13. März 2022 | Naples        | ITF W15   | Sand  | Samantha Crawford | 6:2, 1:0 Aufgabe |
| 2.  | 14. Juli 2024 | Aschaffenburg | ITF W35   | Sand  | Nika Radišić      | 6:4, 6:4         |

### Doppel
| Nr. | Datum              | Turnier  | Kategorie | Belag     | Partnerin      | Finalgegnerin           | Ergebnis          |
| --- | ------------------ | -------- | --------- | --------- | -------------- | ----------------------- | ----------------- |
| 1.  | 30. September 2023 | Santarém | ITF W25   | Hartplatz | Dalayna Hewitt | Maryna Kolb Nadija Kolb | 6:4, 2:6, [12:10] |